# Tibouchina nitida
Tibouchina nitida är en tvåhjärtbladig växtart som först beskrevs av Robert Graham, och fick sitt nu gällande namn av Célestin Alfred Cogniaux. Tibouchina nitida ingår i släktet Tibouchina och familjen Melastomataceae. Inga underarter finns listade i Catalogue of Life.